# Обама чмо
«Обама чмо» — лайливе антиамериканське гасло, що використовується росіянами для приниження президента Сполучених Штатів Америки Барака Обами. Гасло розміщують на автомобілях, одязі, малюють на архітектурних об'єктах тощо. Поширенню гасла сприяло невдоволення росіян щодо санкцій, які наклали держави Західного світу на Росію у відповідь на її військову агресію проти України. У 2015 році російським проектом «Слово года» «Обама чмо» було обрано фразою року у категорії «антимова», обійшовши такі вирази як «ватник», «наші західні партнери» (рос. наши западные партнеры), «піку кризи досягнуто» (рос. пик кризиса достигнут) і «хунта».